# Bathynomus crosnieri
Bathynomus crosnieri är en kräftdjursart som beskrevs av Lowry och Dempsey 2006. Bathynomus crosnieri ingår i släktet Bathynomus och familjen Cirolanidae.
Artens utbredningsområde är Madagaskar. Inga underarter finns listade i Catalogue of Life.